# 少林寺
少林寺，是位于中華人民共和國河南省郑州市登封市少林街道嵩山五乳峰下的一座佛寺，由于其坐落于嵩山腹地少室山的茂密丛林之中，故名「少林寺」。少林寺始建于北魏太和十九年（495年），距今1500余年，是汉传佛教的禅宗祖庭，現屬曹洞宗。少林寺因其历代少林武僧潜心研创和不断发展的少林功夫而知名。少林寺在中国大陆对外交流中占据重要地位，吸引了海内外民众及名流、政要、高僧、佛友等各阶层人士前来观光、拜访、朝圣、交流。
目前，少林寺是中国国家5A级旅游景区、全球低碳生态景区、中国宗教界爱国主义教育基地、中国敬老爱老助老教育基地。另外，包括少林寺常住院、塔林和初祖庵在内的“天地之中建筑群”被评为世界文化遗产。少林寺现任住持是释印乐。

## 历史沿革

### 北魏

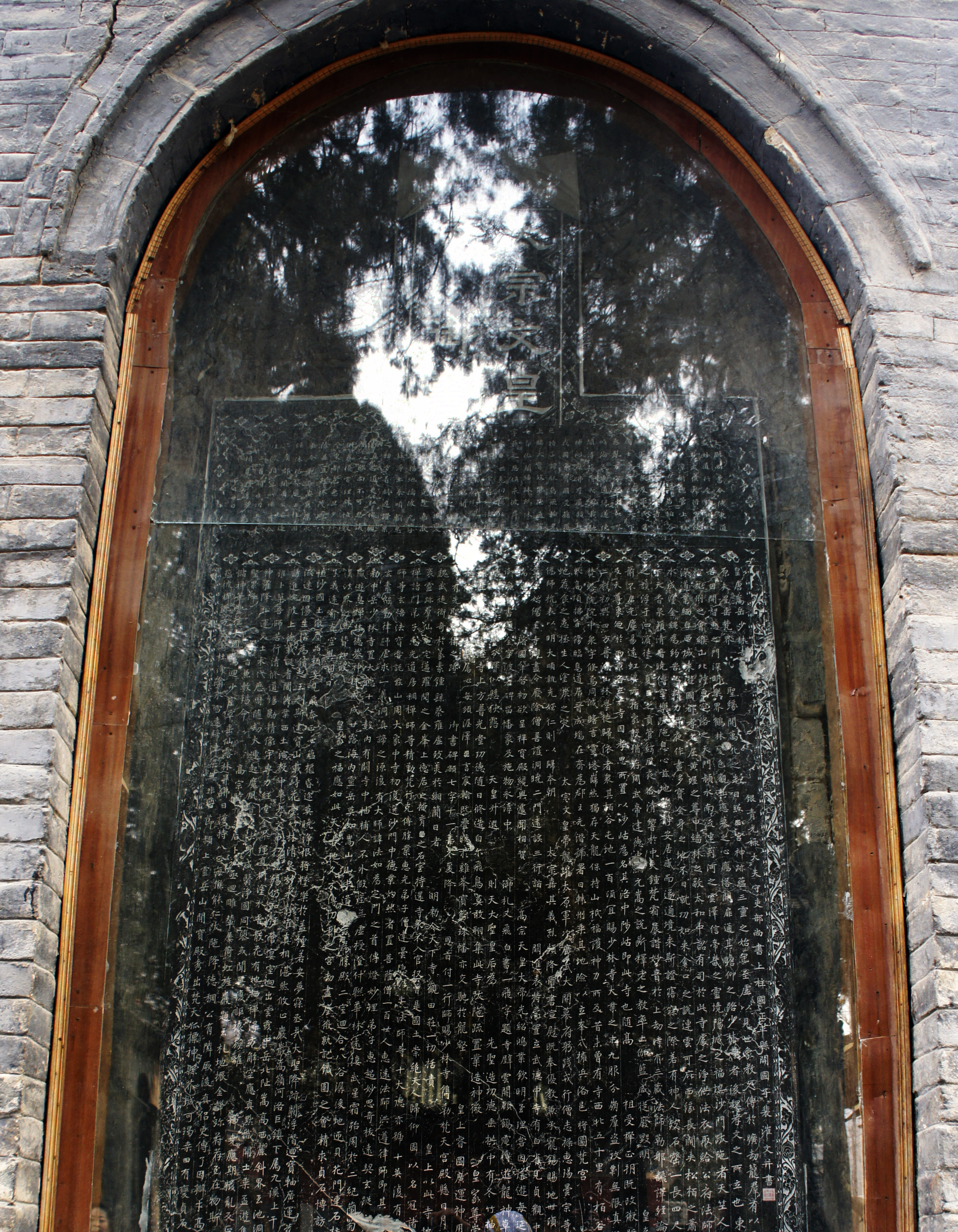
皇唐嵩岳少林寺碑（裴漼撰），建于公元728年。

少林寺创建于北魏太和十九年（495年）。当时的孝文帝元宏为了安顿来朝的印度僧人跋陀，因此在嵩山少室山建寺。跋陀以少林寺为传法场地，广收弟子，高足弟子有「律学巨匠」之称的慧光、「葱岭以东，禅学之最」之称的僧稠等人。永平元年（506年），印度高僧勒拿摩提和菩提流支先後到少林寺开辟译场，在少林寺西台舍利塔设立翻经堂翻译经书。他们同慧光一道历时三年翻译出印度世亲菩萨《十地经论》。之後，慧光在少林寺弘扬《四分律》等师说，经多代发展，後世最终形成四分律宗。少林寺早期律学，以《四分》为先，导之以戒行、律学，学之以经论。北魏孝明帝孝昌三年（527年），禪宗尊為西天二十八祖的菩提达摩来到少林寺，他在跋陀开创的基础上，广集信徒，传授禅修，规模渐扩，沙門日多，少林寺逐渐成为大廟。达摩在少林寺修行多年，东魏孝静帝天平三年传法于慧可，从此禅学在少林寺落迹流传，乃至於禪宗祖庭地位。在南北朝佛教发展高峰期，北周武帝采纳还俗沙门卫元嵩删寺减僧的建议，在建德三年（574年）下令禁止佛教传流，史称建德毀佛，少林寺毁坏严重。580年，北周静帝恢复少林寺，将其改名为陟岵寺。

### 隋唐宋
隋文帝篤信佛法，复改陟岵寺为少林寺，并赐给少林寺土地一百顷，再加上其他赏赐，少林寺成为拥有百顷良田和庞大寺产的大寺院。隋朝时期少林寺帶髮修行的菩萨僧洪遵攻律学，讲律众主，他的弟子开启了唐代律宗的相部宗。隋末群雄蜂起，拥有庞大寺产的少林寺成为山贼盗财目标，少林寺僧侣组织力量与山贼作战。唐初，少林寺十三棍僧因助唐有功，受到唐太宗的封赏，赐田千顷，水碾一具，参战僧人也各有封赐，并稱少林僧人為僧兵，从此，少林寺名扬天下，被誉为天下第一名刹。唐朝还在全國設有几家少林寺分寺，制定少林僧兵輔助地方政府和正规军队之政策。少林寺也是李唐最高统治者经常游离之地，唐高宗、武则天等经常到少林寺游幸，并对少林寺大加增建。至唐宋年间，少林寺拥有土地14000多亩，寺基540亩，楼台殿阁5000余间，僧徒达2000多人，甚为兴盛。达摩开创的禅宗教派在唐朝兴盛，是唐代佛教最大宗派。北宋初百年间，少林历史无资料可寻。宋仁宗庆历三年（1043年）庆历新政失败後，留心空宗者始于汴梁（今开封）设立禅院。富弼请云门宗禅师于少林寺及洛阳白马寺开演禅宗。1093年左右，报恩禅师在少林寺弘扬曹洞宗风，终使少林寺“革律为禅”。

### 元明清
元代初，世祖命曹洞宗禪師福裕住持少林，并统领嵩山一带所有禪寺。福裕和尚住持少林期间，创建了钟楼、鼓楼，增修廊庑库厨，僧徒云集至此習武礼佛，后来福裕被元帝追封为晋国公。在曹洞法脉回归祖庭后，少林寺高僧辈出，由此开启了少林寺一个辉煌的时代，是当时禅宗教派之轴心。以邵元为代表的一批日本佛教僧人亦到少林寺求法。明朝初期，官方並不崇尚武學，少林武術不见經傳。嘉靖时期，日本倭寇袭扰中国沿海，大將軍俞大猷、戚繼光等率兵征讨。在閩期间，戚繼光召集了全中國之武術家與當地少林僧人研究出一套對抗倭寇海盜之拳法及棍法。因僧侣抗倭有功，政府大规模修整寺院，少林寺还享有官府所赐予的免除粮差等特权。其后，少林僧人至少有六次被明朝政府征调，参与战事，并屡建功勋，所以朝廷又多次为少林寺树碑立坊修殿，而少林功夫在全国武术界的权威地位也得以确立。清代，少林寺颇得清朝皇帝青睐，康熙四十三年（1704年），康熙皇帝亲书少林寺（原挂于天王殿，后移至山门）、宝树芳莲（原挂于大雄宝殿，后被火焚）二方匾额；雍正十三年（1735年），雍正皇帝亲览寺院规划图，审定方案，重建山门，重修千佛殿，少林寺这次大修缮和改建耗银达九千两之多。乾隆十五年（1750年），乾隆皇帝亲临少林寺，夜宿方丈室，写下众多诗词、匾额。

### 中華民國
民初战乱，少林寺屡遭战火之灾。1912年登封县僧会司僧会云松恒林和尚被地方士绅推举为少林保卫团团总，他购置枪械，组织保卫团，训练战技以维持当地秩序。1920年秋，劫匪四起，民不聊生，恒林率民团与土匪十战，环寺数十村得以安居乐业，被誉为少林活佛。1923年，恒林圆寂后，妙兴接手领导少林寺保卫团。当时正值第一次直奉战争时，妙兴带兵投奔了直军吴佩孚，组成第一旅第一团。1927年春，冯玉祥投靠广州国民政府参加北伐，进攻河南。3月6日，妙兴在与任应岐部交战中阵亡于舞阳，年仅37岁。
1928年春，亲孙文势力樊钟秀夺得巩县、偃师，进围登封，以少林寺为司令部。冯玉祥部下石友三于3月15日纵火焚烧法堂，次日，又令军士焚烧四天王殿、大雄寶殿、钟楼、鼓楼、六祖堂、龙王殿、紧那罗殿、阎王殿、库房、禅堂，200多僧众几乎被杀尽，一大批珍贵文物及5480卷藏经化为灰烬。
国民政府建立后，日軍在满洲的活動使國民政府十分憂慮。軍方於是發起愛國強民運動，成立南京中央國術館及武術硏究所等組織。以「武術歸宗少林」為號召，將南宋抗金将领岳飛，與成功從外族取回政權之明太祖朱元璋皆比作少林英雄。

### 中华人民共和国

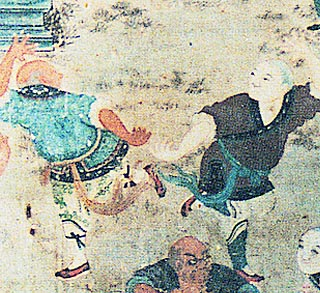
一幅少林寺壁画

文化大革命期間，上百名红卫兵冲进寺内，少林寺僧人被逼还俗，佛像被毁，寺产被侵，殿宇坍塌，至文革结束时，少林寺仅剩10余个老弱病残的僧人守着残垣断壁、28亩薄田。文革結束后，少林寺修缮重建，現存建築當中包括著名的大雄寶殿、達摩面壁石等均屬仿古重建建筑，但一些地方如古代練武場、塔林及部分石刻仍属于古代的原物遗存。1996年11月，初祖庵及少林寺塔林被列为第四批全国重点文物保护单位。1997年，河南少林寺实业发展有限公司正式成立，並一直尋求成為聯合國世界遺產的身份，以求獲得聯合國每年撥款維修發展，經過屢次申請，最终在2010年8月1日第34届世界遗产大会被联合国教科文组织审议通过，将少林寺常住院、塔林和初祖庵在内的8处11项建筑群列为世界文化遗产。
2006年3月22日，时任俄罗斯总统普京拜访少林寺，观看少林功夫表演，他是少林历史上第一位拜访少林寺的国外元首。2007年5月，少林寺被中国国家旅游局命名为国家5A级景区。 2009年少林寺成立豐盈行有限公司，籌備興建中國大陸以外首個少林寺暨海外少林文化中心總部（簡稱香港少林寺）。2011年，少林寺領先各大門派，在台灣苗栗縣設立台灣首座武術學校。2013年3月，少林寺被列为第七批全国重点文物保护单位；4月，少林寺藏经阁入选全国古籍重点保护单位，其功夫秘籍收藏量中国第一。

## 僧侣辈分
根据清乾隆四十七年(1782)的《敕赐祖庭少林释氏源流五家宗派世谱之碑》记载，禅宗虽分五派，而少林寺为禅宗五派的祖庭。自福裕禅师创立了「少林寺雪庭曹洞之宗」，并撰写了子孙辈诀，此后历代少林寺所有比丘均照此字輩取名。这一谱诀的确立和延续，标志着少林寺从此之后就形成了一个子孙相继的禅院，目前最常见的是：德、行、永、延、恒字辈。这个谱诀共70字，内容是：
|  | 福 慧 智 子 觉，了 本 圆 可 悟， 周 洪 普 广 宗，道 庆 同 玄 祖， 清 淨 真 如 海，湛 寂 淳 貞 素。 德 行 永 延 恒，妙 体 常 坚 固， 心 朗 照 幽 深，性 明 鉴 崇 祚。 衷 正 善 禧 祥，谨 懃 原 济 度。 雪 庭 为 導 师，引 汝 归 铉 路。 |

## 主要建筑
少林寺建筑群主要包括常住院、塔林和初祖庵等。常住院的建筑沿中轴线自南向北依次是山门（清代）、天王殿（現代）、大雄宝殿（現代）、藏经阁（法堂、現代）、方丈院（清代？）、立雪亭（明代）、千佛殿（明代）。另外，寺西有塔林，北有初祖庵、达摩洞、甘露台，西南有二祖庵，东北有广慧庵。寺周还有同光禅师塔、法如禅师塔和法华禅师塔等古塔10余座，古碑多品。

### 常住院
山门：清雍正年間建。由正门和东、西掖门组成，门首正中悬康熙帝书题黑底金字“少林寺”匾额，上方刻“康熙御书之宝”御玺。山门明间的佛台正面是1980年新塑的弥勒佛坐像（原佛龕及彌勒像皆毀於文革時期），背面是清代木雕韦驮护法神像。山门甬道两侧有马道。山门前是广庭，有明代嘉靖年間石牌坊兩座、古碑30余通、石狮、旗杆、柏林。
天王殿：1735年建，1928年毁，1982年按原结构重建，面阔五间，进深两间，有前后廊。重檐歇山绿色琉璃瓦顶，上下屋檐间悬挂楚图南所题殿名竖匾。殿前有两座金刚护法神像。殿后四大天王像自东向西分别是持琵琶的白色东方持国天王、持宝剑的青色南方增长天王、持宝伞的红色西方广目天王、拖宝塔的绿色北方多闻天王。
鐘樓及鼓樓：鐘樓1994年重建，鼓樓1998年重建。
大雄宝殿：1986年重建。是全寺佛事活动中心，赵朴初题匾悬于上层殿檐下，殿内供奉三世佛像，东、西山墙的神台上塑十八罗汉像。殿内金柱下麒麟柱顶石、狮子柱顶石各一对，皆用整石雕刻而成。
藏经阁（法堂）：1993年重建。是贮存佛经典籍和高僧讲经说法之地。阁内存储各类佛经典籍数万册以及少林拳谱秘笈、木版《少林寺志》、达摩面壁影石等。阁内神龛上现供缅甸居士所赠的巨型白玉卧佛。
方丈院：是方丈起居理事场所，主室硬山式建筑，面阔5间，东、西两侧有寮房5间。乾隆帝曾寄宿于此，并赋诗：“明日瞻中岳，今宵宿少林。心依六禅静，寺据万山深。树古风留籁，地灵夕作阴。应教半岩雨，发我夜窗吟。”室内有日本赠予的铜质达摩像。东侧置放有弥勒佛铜像，墙上挂佛门八大僧图、达摩一苇渡江图。
立雪亭：明正德年間建。又名达摩亭，相传是禅宗二祖慧可向初祖达摩求法之地。亭长11.37米、宽7.39米、高8.829米，面阔3间、进深3间，单檐庑殿顶，石柱上有明代题字，殿内悬乾隆帝题“雪印心珠”横匾，佛龛内供达摩铜像。东间有明万历十七年（1589年）的铜钟一口。
千佛殿：又名毗卢殿、毗卢阁、西方聖人殿，重建于明代，清乾隆年間曾大修。供奉毗卢佛像，面阔7间，硬山式建筑，是寺内现存最大殿宇。北壁及东、西两壁，绘“五百罗汉朝毗卢”大型壁画，壁画高7.5米，长42米。殿内地面有48个20厘米深的陷坑，是清代少林武僧练拳习武的脚坑遗址。

### 其他建筑
塔林位于少林寺的西南280余米的山坡上，面积近两万平方米，有各类墓塔或佛塔246座，少林寺塔林是研究古代雕刻、书法艺术的历史资料库，具有重要的科学、历史、艺术价值。初祖庵位于少林寺北1.3公里，是宋代人为纪念禅宗初祖菩提达摩而营造的纪念建筑。因达摩常游化于嵩洛之间，面壁静坐是其修禅的主要方式，所以此庵又被称作“达摩面壁之庵”。二祖庵位于少林寺常住院对面的钵盂峰顶。为纪念二祖慧可而建，与少林寺北部的初祖庵相对，被称为南庵。达摩洞位于初祖庵后五乳峰中峰峰顶下十余米处，是一个天然石洞。禅宗初祖达摩曾在此洞中面壁九年因此称作“达摩洞”或“达摩面壁洞”。

## 榮譽

### 古代荣誉
- 唐武宗會昌滅法之前，此處免稅。

### 現代榮譽
- 2004年，美国加利福尼亚州众议院和参议院先后两次通过投票的方式将每年的3月21日确立为“加州嵩山少林寺日”。
- 2007年，相继被授予国家5A级景区、全球低碳生态景区、中華人民共和國宗教界爱国主义教育基地、中華人民共和國敬老爱老助老教育基地。[4]
- 2010年8月1日，第34届世界遗产大会被联合国教科文组织审议通过，将少林寺常住院、塔林和初祖庵在内的8处11项建筑群列为世界文化遗产[22]。
- 2013年3月，中華人民共和國国务院將少林寺列为第七批全国重点文物保护单位[31][25]。
- 2013年4月，少林寺藏经阁獲選為全国古籍重点保护单位，其功夫秘籍收藏量為全中華人民共和国第一[26]。

## 交流与影响
少林寺在海内外具有强大的影响力，少林文化被不同种族、不同信仰、不同文化背景的人群接受和认可，足见其独具一格的特质，少林寺已成为中国政府对外展示文化软实力的一张名片。自中华人民共和国成立，特别是1970年代以来，少林寺与世界各地的文化交流从规格、规模、频次和范围等方面不断提升。从欧美舞蹈家、世界泰拳王、NBA球星、好莱坞影星争先前来探访，到来自缅甸、泰国、柬埔寨、尼泊尔和斯里兰卡等传统佛教国度的高僧大德的纷纷拜谒；从瑞典国王卡尔十六世·古斯塔夫、英国女王伊丽莎白二世、西班牙国王胡安·卡洛斯一世、澳大利亚前总理霍华德、南非前总统曼德拉等大批政要对少林寺住持的约见，再到俄罗斯总统普京、美国前国务卿基辛格、中华民国前省长宋楚瑜、中华民国前副总统连战和中华民国总统府前秘书长吴伯雄、前国际奥委会主席罗格等人的亲自登门拜访，这些都进一步证明和彰显了少林寺非同凡响的广泛影响力。
2004年，美国加利福尼亚州众议院和参议院先后两次通过投票的方式将每年的3月21日确立为“加州嵩山少林寺日”，成为加州议会以立法形式确立的节日。少林寺不仅在世界数十个国家建立40多个海外文化机构，辐射全球300多座城市，少林僧侣在这些少林文化中心讲经授法、练武修禅，少林寺还先后在欧洲和北美举办少林文化节，通过各种方式向世界各国主流社会传递中华文化的精神内涵和东方价值观。

## 图库

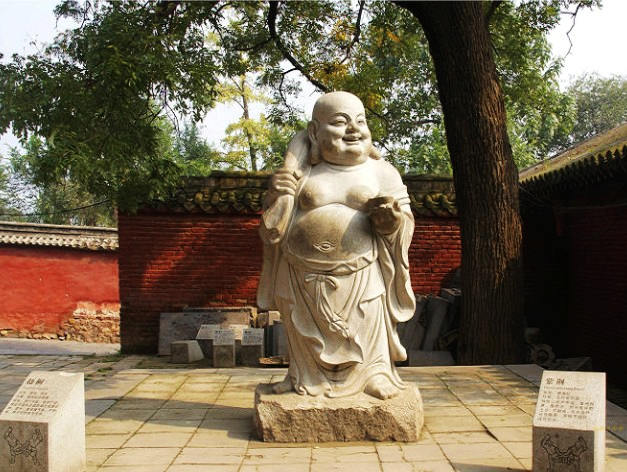
寺内佛像
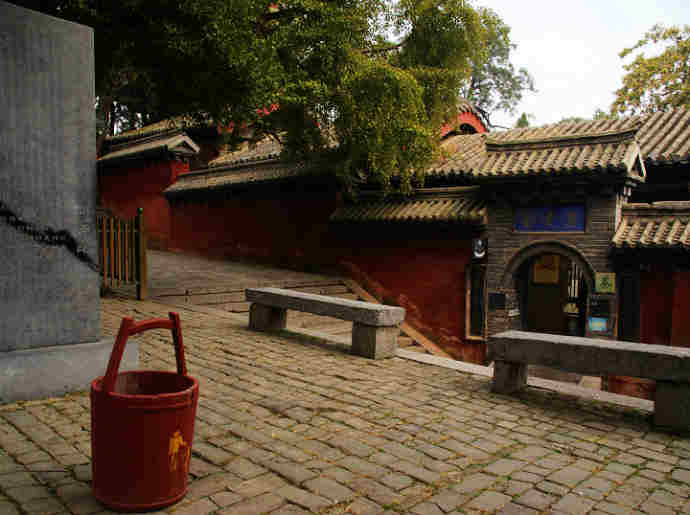
慈云堂
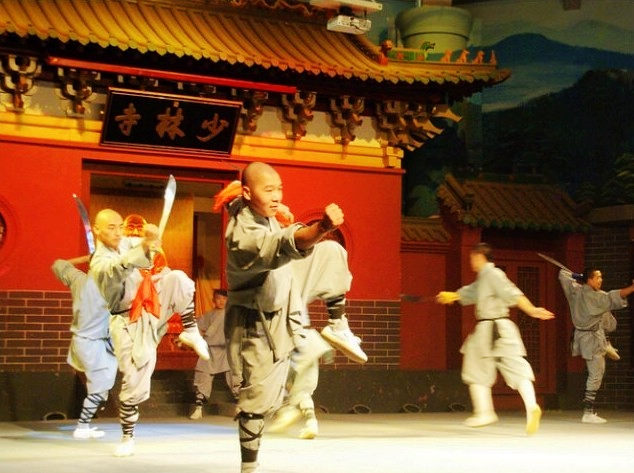
武术表演
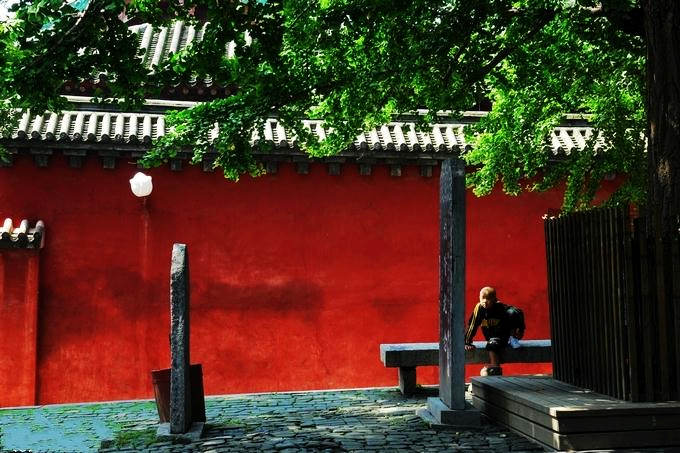
小和尚
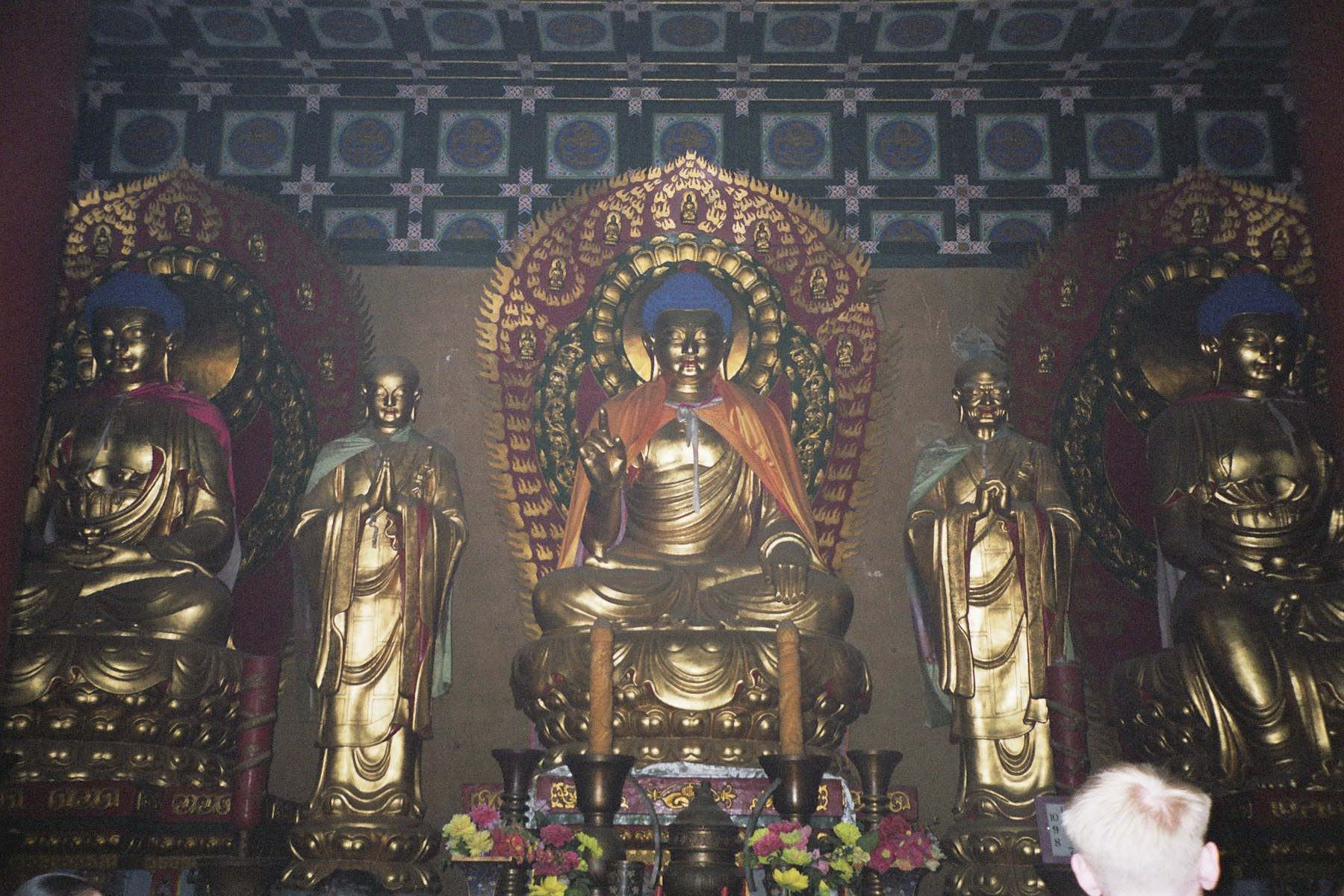
佛像

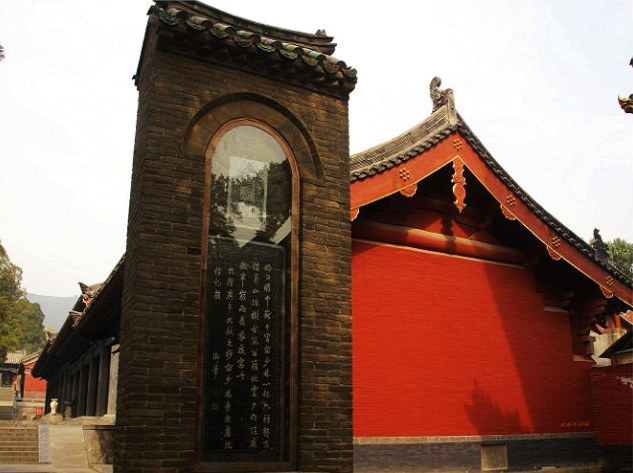
三皇寨景区
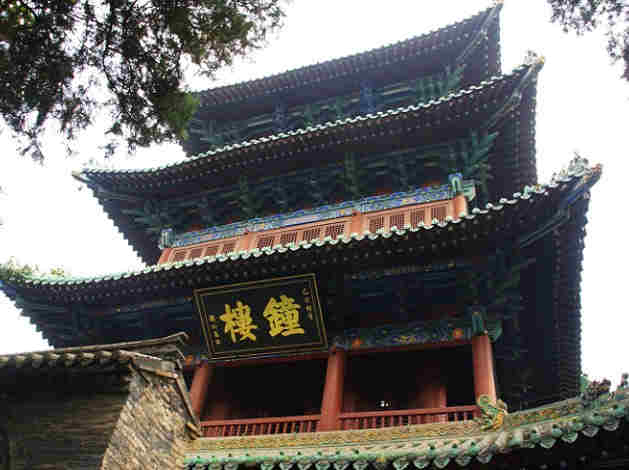
钟楼
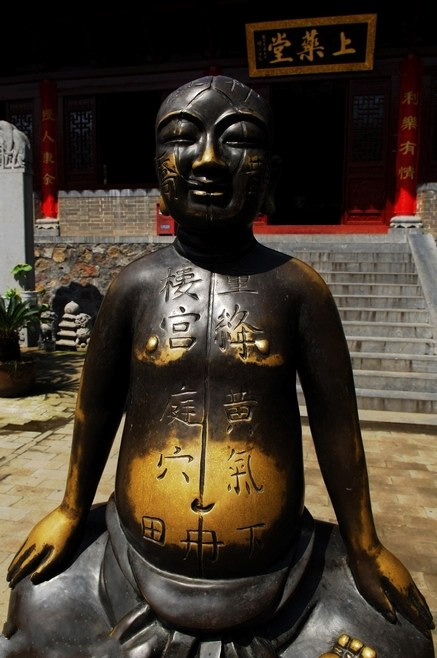
雕像
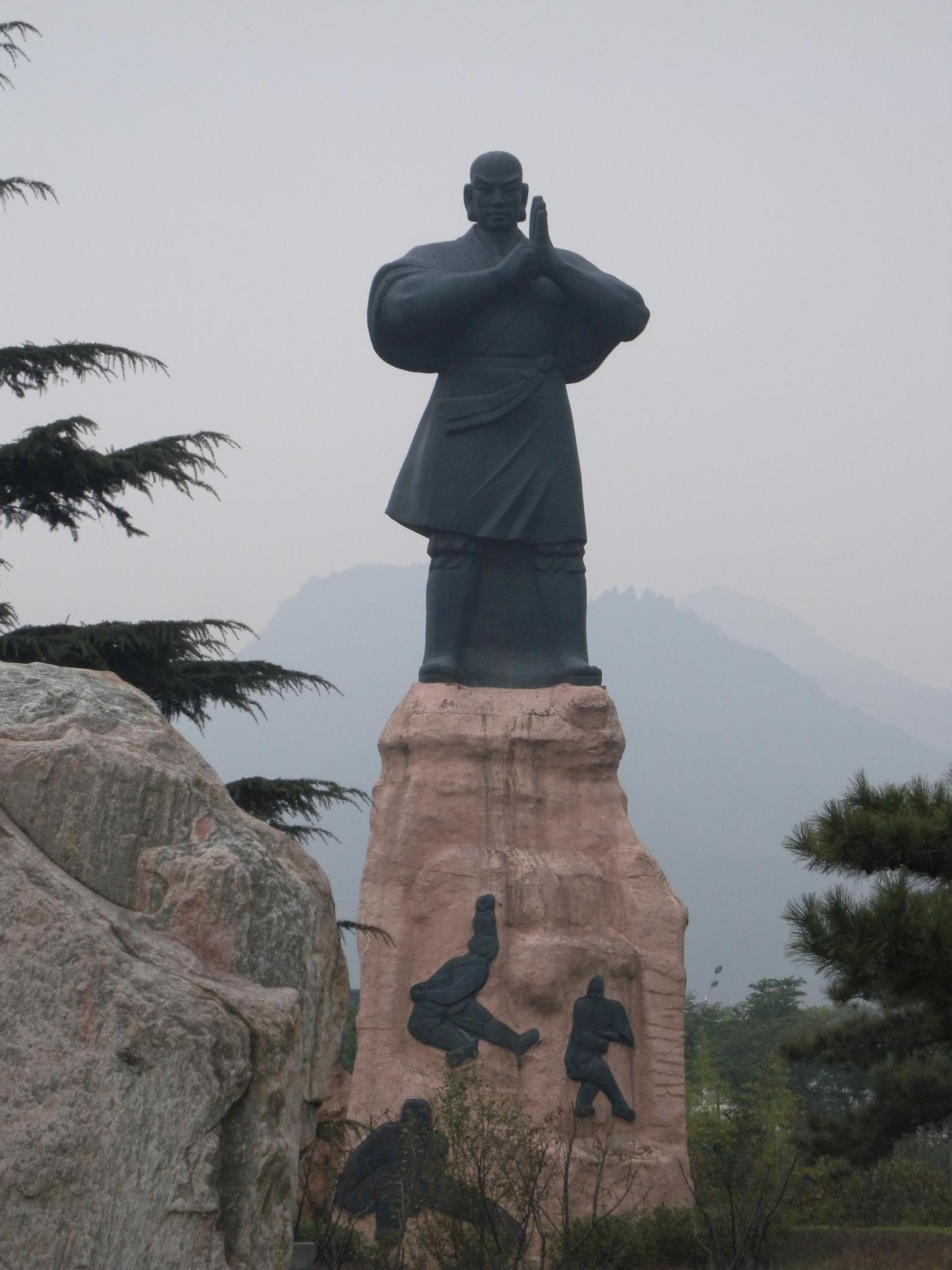
雕像
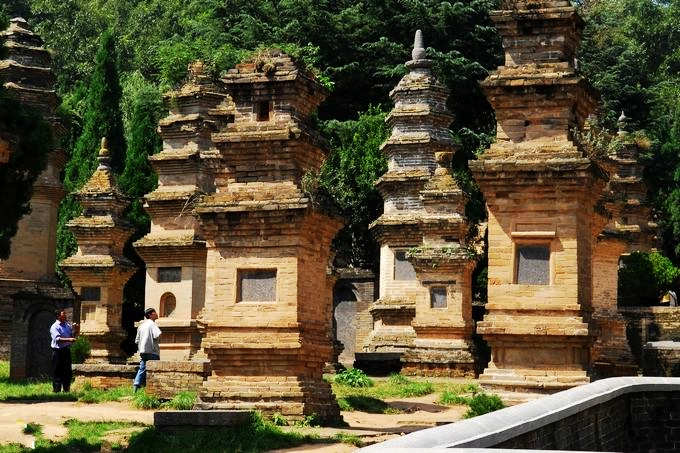
更多图片链接...